# Księga życia (autobiografia)
Księga życia – duchowa autobiografia św. Teresy z Ávili, Doktora Kościoła i mistyczki, napisana prawdopodobnie w latach 1562-67 i opublikowana w 1588 roku. Książka opisuje pierwszy etap życia św. Teresy: jej dzieciństwo, dorastanie, początki życia zakonnego, mistyczne doznania, próby reformy zakonnej aż do założenia klasztoru św. Józefa w Avili – jej pierwszej fundacji. Głównym tematem dzieła są jednak duchowe przeżycia św. Teresy i rozwój jej relacji z Bogiem.